# Бункер полковника Грома

## Період 1953—1954рр. Заснування бункера та загибель Грома
Бункер було збудовано восени 1953 року шістьма повстанцями на схилі гори Березовачка, що у Надвірнянському районі на Івано-Франківщині. 17 травня 1954 року бункер, у якому на той момент було троє підпільників оточили енкаведисти, полковник Грім і його дружина Ольга застрілилися. Після чого бункер було закидано гранатами, а підпільницю «Ружу» (Анну Попович) схоплено.

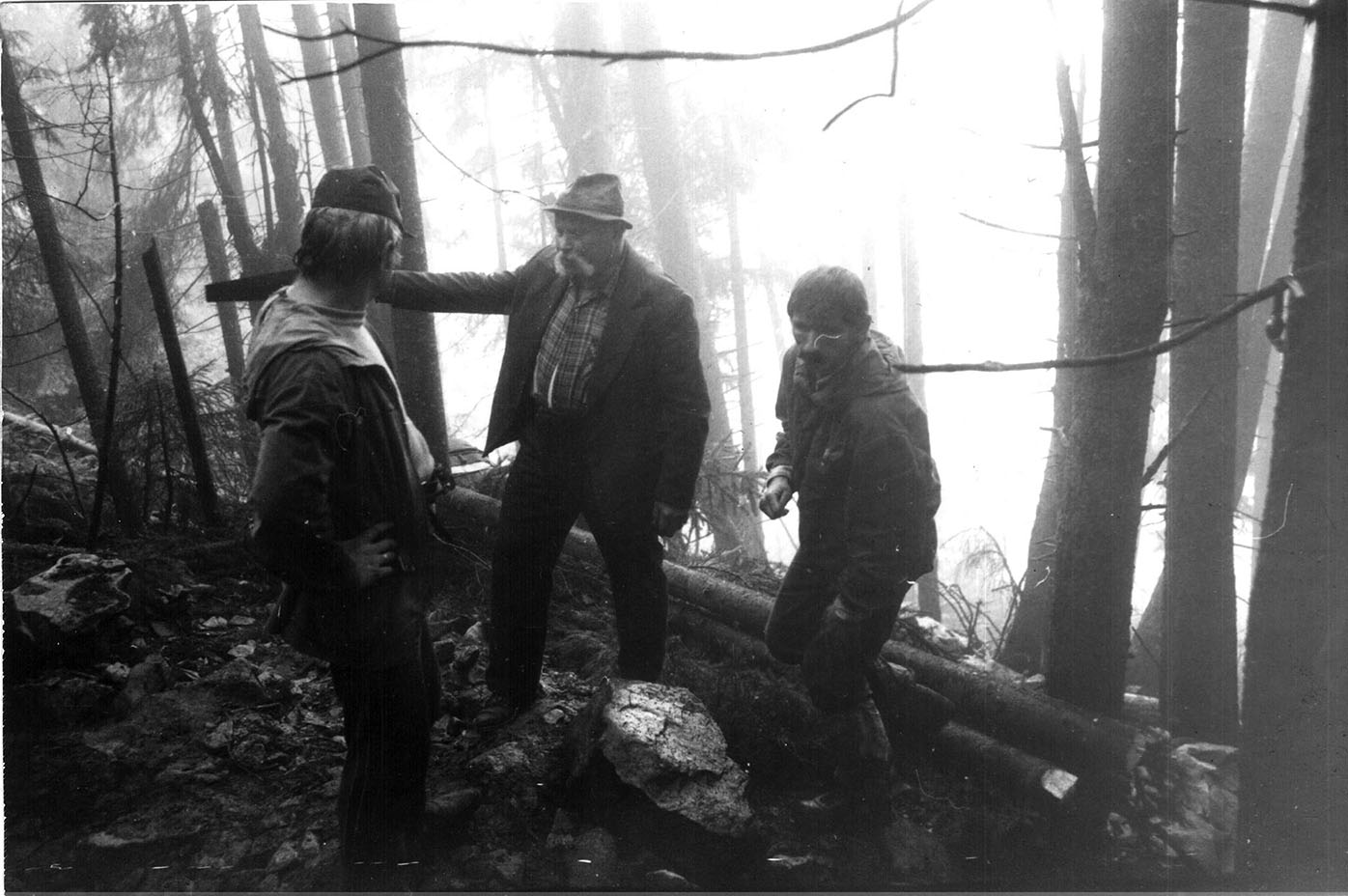
На світлині: Михайло Зеленчук по середині, зліва Богдан Гаврилко — голова осередку історико-просвітницької організації «Меморіал» ІФІНГ, справа Богдан Середній — механік Малої Академії ремесел та етнографії. Під ногами штучно сформований кам’яний оглядовий майданчик, тобто горизонтальна площадка на якій можна зручно розмістити групу відвідувачів для огляду, проведення урочистості чи екскурсійних заходів.
Фото зроблено 20.08.1991, тобто під час ГКЧП.

## Період 1991—1992рр. Відновлення бункера і вшанування пам'яті полковника Грома та його дружини Ольги

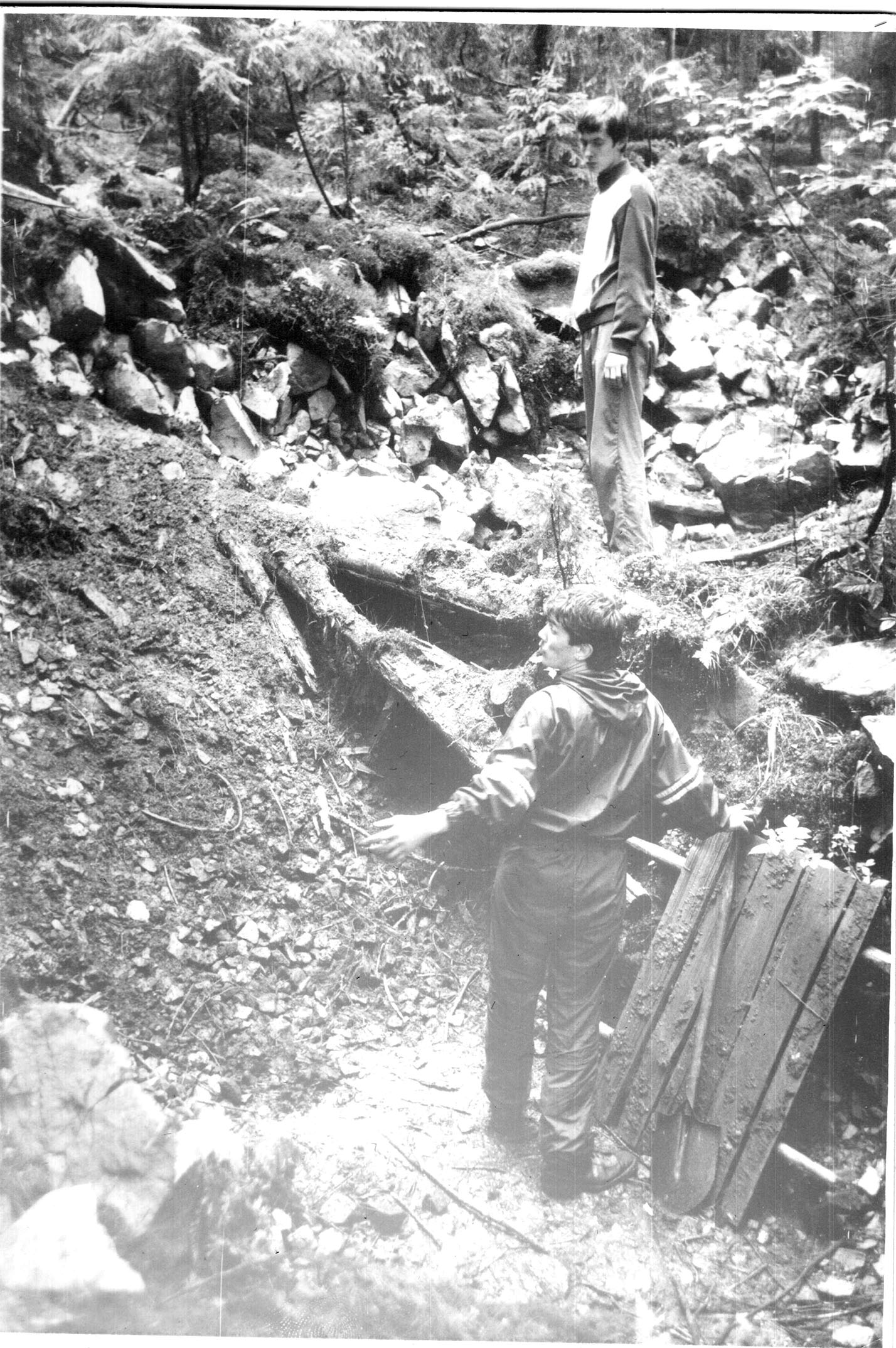
На світлині: Внизу Олег Онисько — заступник керівника Малої Академії ремесел та етнографії стоїть на місці, де був «передпокій» криївки. Поруч до старих колод перекриття «житлової кімнати» приперто будівельні ноші

17 травня 1991 року група людей під керівництвом Михайла Зеленчука, одного із шести підпільників, котрі перезимували разом із Громом відшукала зруйновану і фактично непомітну ззовні криївку. Співініціатором пошукової групи був викладач ІФІНГ, сусід Зеленчука по його Франківському помешканню — Богдан Гаврилко. До групи входив брат М.Зеленчука та його односельці із с. Зелена, а також кілька франківчан. З червня 1991 року групою ентузіастів під керівництвом учасника пошукової групи Олега Ониська розпочато справу відновлення цієї історичної пам’ятки. Роботи проводилися в основному суботніми днями, іноді і у п’ятницю. Всього було понад 25 волонтерських виходів, із них перших два за безпосередньої участі М.Зеленчука, коли було витягнуто усі старі колоди, розчищено місце, виявлено перші артефакти і розплановано нові стіни.

### Волонтери-слухачі недільної школи гідів-провідників
З вересня 1991 року до волонтерів долучилися слухачі недільної школи гідів-провідників, в якій на доброчинній основі заняття вели Петро Арсенич (краєзнавство), Михайло Головатий (історія Івано-франківська), Павло Трибун (Ліси Івано-Франківщини), Ярослав Гладун (Лікарські рослини Прикарпаття), Володимир Шевчук (Фауна Прикарпаття), Михайло Зеленчук (Історія УПА на Івано-Франківщині, гідроніми Бистриці), Богдан Голояд (Науково-технічний прогрес і екологія), Василь Парпан (Природно-заповідний фонд гірської частини Івано-Франківщини), Роман Свистович (Карпатська топоніміка), Лев Мончак (Корисні копалини Прикарпаття), Богдан Паньків (Міста і містечка Галичини), Олег Адаменко (Екологічні проблеми краю), Наталія Маковей (Методика і практика екскурсійної справи). Заняття проводилися у приміщенні кабінету географії школи-ліцею № 23 на безоплатній основі за підтримки директора Петра Сусака. Завідувач кабінету Галина Гринечко була одним з ініціаторів і активістів недільної школи. 
Серед слухачів була велика кількість студентів ІФІНГ, а з-поміж них найбільш активними волонтерами стали студенти геологорозвідувального факультету Андрій Собашко та Ігор Гайванюк (близько 20 виходів). З того ж факультету до лав волонтерів-слухачів доєднався Юрій Мончак. Адміністрування школи провадив Олег Онисько. Незмінними учасниками відновлення бункера були слухачі: Богдан Середній (механік Малої Академії ремесел та етнографії) та її працівник Павло Андрусяк, студент ІФІНГ, співголова Студентського Братства Івано-Франківська, внук легендарного полковника УПА Грегота — Різуна. П. Андурусяк фактично був заступником керівника відновлювальників. 

### Волонтери з родини Яремчуків
Усі виходи починалися із подвір’я родини Василя та Настуні Яремчуків і по закінченню робочого дня волонтери збиралися у їхній хаті у присілку Рівні села Зелена. До відновлення бункера родина доклала чимало зусиль (бензопила, ночівля, професійна теслярська робота). Дуже активно допомагали сини подружжя Іван та особливо Василь, який окрім спільних із волонтерами виходів неодноразово виконував на відбудові криївки Грома власноручні роботи як тесля.

### Осінь 1991 року— весна 1992 року
В міру набуття розголосу до відновлення криївки долучилися представники Надвірнянщини: студенти, рухівці та активісти станиці ОУН. З-поміж найактивніших надвірнянців був член Студентського Братства студент Івано-Франківського педагогічного інституту Олександр Зварчук. 

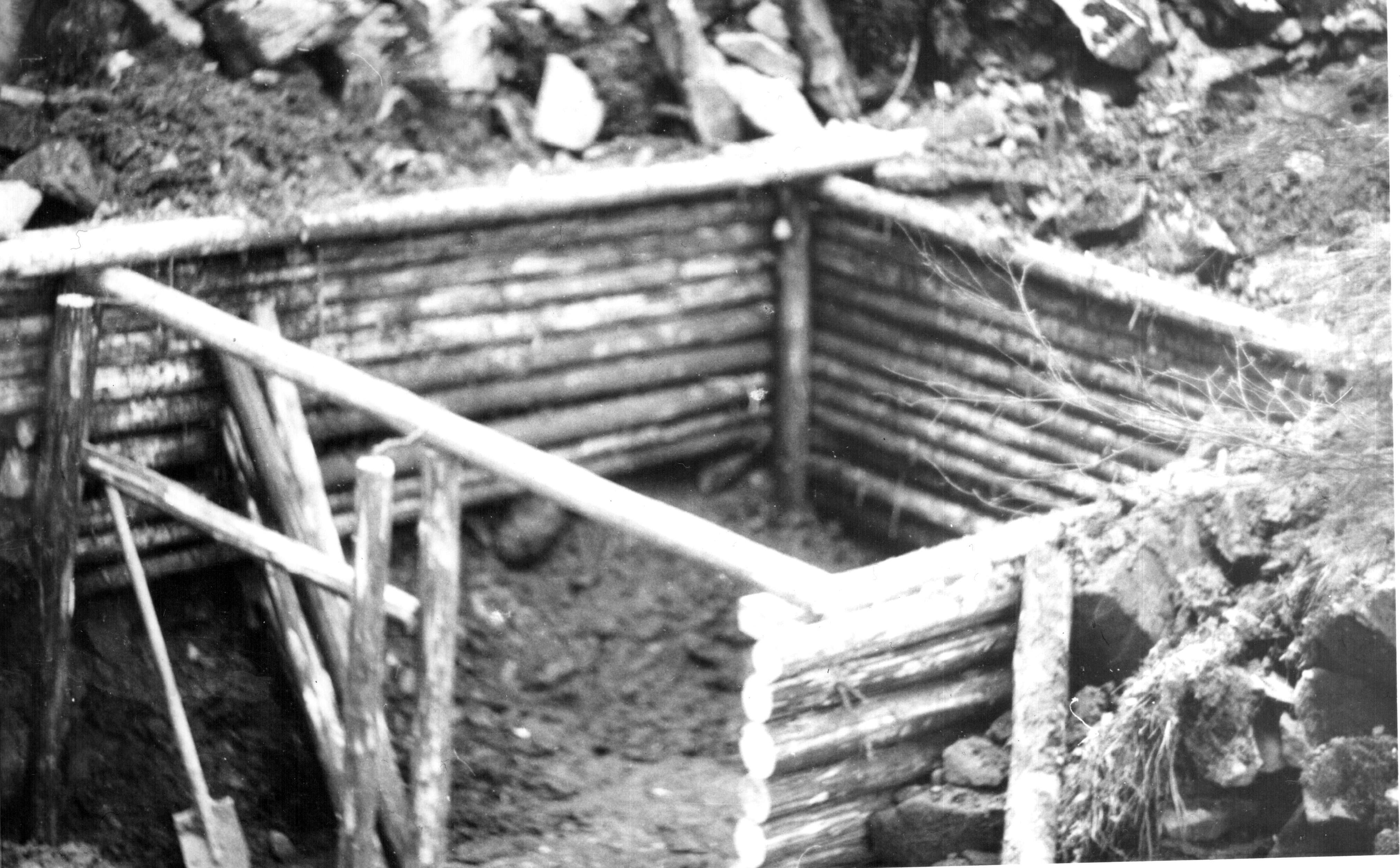
На світлині: сформовані нові стіни «Житлової кімнати» вересень 1991 року.

Станом на кінець 1991 року було здійснено облаштування стін усього бункера і часткове перекриття «житлової кімнати». Будівельним матеріалом служила обкорена деревина із навколишнього смерекового лісу. 7 листопада до процесу підготовки деревини для відновлення криївки доєдналася жіноча група любителів гірського туризму із Полтавщини.
Під час розкопок і будівництва житлової кімнати було знайдено артефакти: елементи живлення до радіоприймача, ріжок від пістолета-кулемета ППС, саморобні ковпаки до гасової лампи, флакончики із туалетною водою, залишки саморобних гумових постолів.
Взимку 1991-92 року працю було тимчасово припинено, а з приходом весни знову поновлено. Внаслідок відлиги у внутрішнього бункерного джерела значно збільшився дебет води, стоку якої заважав створений восени оглядовий майданчик. Тому довелося у його нижній частини влаштувати своєрідний кам’яний тунель для відводу води. До середини травня було повністю у три накати перекрито житлову кімнату і замасковано її.

### Урочисте віче і панахида
17 травня 1992 року.
Світлину зроблено фіотокореспондентом Укрінформ Володимиром Миговичом
|посилання=Special:FilePath/ЗеленчукМ.jpg]]
17 травня 1992 року відбулася урочисте віче — панахида на честь загиблих Миколи Твердохліба (Грома) та його дружини Ольги Герасимович. У заходах взяли участь близько 4 тис. людей, серед яких і діти і достатньо літні люди, тому підйом тривав не звиклих 1,5 год, а понад три години. Учасниками опікувалися слухачі школи гідів — провідників, через гучномовець велося екскурсійну розповідь, яка мала на меті ознайомити з історією криївки та навколишньою природою, оскільки дорога від Рівнів до бункера Грома пролягала мальовничими схилами Горганського лісництва. Невелика частина учасників віча прибула на сусідню полонину Черник на гелікоптері, а далі пішки до криївки. З-поміж авіапасажирів були Михайло Зеленчук — Голова Всеукраїнського Братства вояків УПА та Василь Павлик — Голова Івано-Франківської обласної державної адміністрації. Серед учасників були делегації з багатьох районів Івано-Франківщини, у тому числі із Тлумаччини, звідки походить Микола Твердохліб, а також Львівщини, звідки прибула на панахиду учасниця УПА «Ружа» — Анна Попович зі своїм чоловіком, а також син Грома й Ольги — Ярема Твердохліб. Віче було зафільмовано кількома його учасниками, у тім числі Володимиром Шереметою (відео) і Володимиром Миговичем (фотокореспондент Укрінформ). Провадив віче Олег Онисько.

### Літо-осінь 1992 року. Завершення відбудови. Артефакти.
Влітку 1992 року відбулися завершальні будівельні роботи на криївці. Задля естетичного вигляду ґрунтове дно було вкрито плескатим камінням. У цій роботі взяли участь члени співочого гурту «РІЙ»: Люба Дейчаківська (керівник гурту), Оксана Уштан, Тарас Гривнак. У процесі вирівнювання дна й укладання кам’яної підлоги у воді були знайдені особисті речі Миколи Твердохліба й Ольги Герасимович: браслетик, кульчик або елемент жіночої прикраси, дві монети номіналом по 20$. Також знайдено печатка, якою Грім підтверджував правдивість підпільної комунікації. 
25 липня 1992 було зроблено перекриття над прихожою. У кам’яній підлозі Богдан Середній змайстрував цямриння (дерев'яну криничку) з якої потічок поміж камінням протікав у напрямку схилу гори. До виходу ним змайстровано драбину.
18-19 вересня 1992 року організовано останній вихід з метою завершення будівництва криївки Грома. Влаштовано люк і замасковано його. До маскування нижньої частини бункера (коридору — прихожої) зголосилися пластуни Івано-Франківської станиці, які таборували на полонині під самою вершиною г. Березовачки.

## Період 2013—2014рр. Ремонт пам'ятки історії «Бункер Грома»

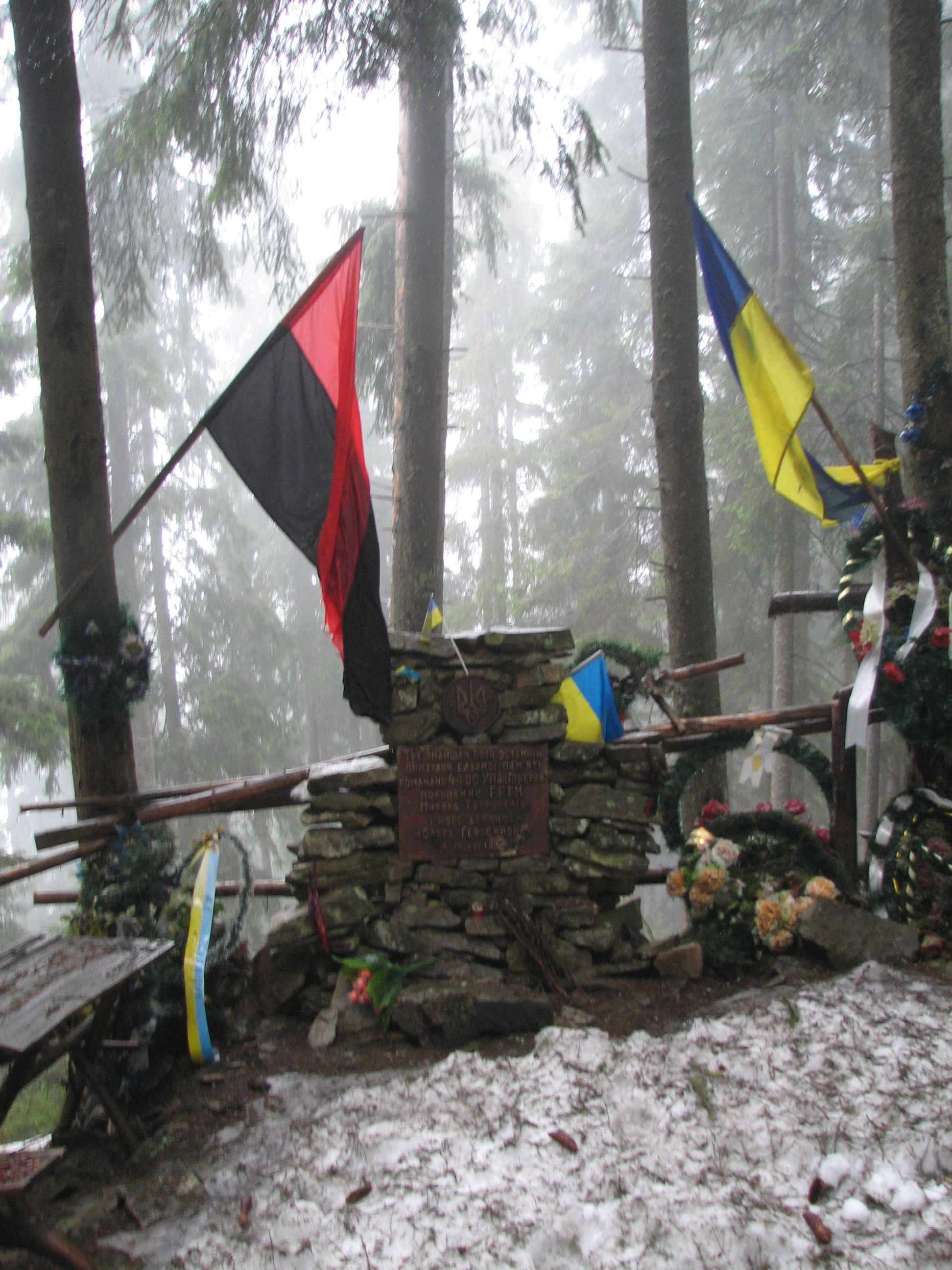
Сучасний стан бункера

У 2013—2014 роках за кошти обласного Івано-Франківського та районного Надвірнянського бюджету бункер було вдруге відновлено. У ході ремонту було повністю розібрано зношені дерев'яні конструкції бункеру, по-новому складено зруб з нових колод, при цьому збережено попередні розміри та планування..